# Троскі (Міннесота)
Троскі (англ. Trosky) — місто (англ. city) в США, в окрузі Пайпстоун штату Міннесота. Населення — 98 осіб (2020).

## Географія
Троскі розташоване за координатами 43°53′17″ пн. ш. 96°15′9″ зх. д. / 43.88806° пн. ш. 96.25250° зх. д. (43.888084, -96.252630).  За даними Бюро перепису населення США в 2010 році місто мало площу 4,28 км², з яких 4,28 км² — суходіл та 0,00 км² — водойми. В 2017 році площа становила 3,65 км², з яких 3,65 км² — суходіл та 0,00 км² — водойми.

## Демографія
Згідно з переписом 2010 року, у місті мешкало 86 осіб у 39 домогосподарствах у складі 29 родин. Густота населення становила 20 осіб/км².  Було 42 помешкання (10/км²).
Расовий склад населення:
| - 95,3 % — білих - 3,5 % — азіатів - 1,2 % — корінних американців |

До двох чи більше рас належало 0,0 %. Частка іспаномовних становила 0,0 % від усіх жителів.
За віковим діапазоном населення розподілялося таким чином: 20,9 % — особи молодші 18 років, 64,0 % — особи у віці 18—64 років, 15,1 % — особи у віці 65 років та старші. Медіана віку мешканця становила 46,5 року. На 100 осіб жіночої статі у місті припадало 91,1 чоловіків;  на 100 жінок у віці від 18 років та старших — 106,1 чоловіків також старших 18 років.
Середній дохід на одне домашнє господарство  становив 102 679 доларів США (медіана — 63 542), а середній дохід на одну сім'ю — 59 731 долар (медіана — 47 500). 
Цивільне працевлаштоване населення становило 49 осіб. Основні галузі зайнятості: виробництво — 32,7 %, освіта, охорона здоров'я та соціальна допомога — 32,7 %, роздрібна торгівля — 8,2 %, будівництво — 8,2 %.